# Premis Butaca de 2016
Els Premis Butaca de 2016 foren lliurats en la seva vint-i-dosena edició el 19 de desembre de 2016 al Teatre Apolo de Barcelona. La cerimònia va ser presentada pels fundadors dels Premis Butaca de teatre, Toni Martín i Glòria Cid. En total es van atorgar premis en 21 categories (una d'honorífica), essent Dansa d'agost de la companyia La Perla 29 l'obra més premiada.

## Palmarès i nominacions[2]

### Premi Butaca al millor muntatge teatral
| Obra             | Productora                                                           | Resultat  |
| ---------------- | -------------------------------------------------------------------- | --------- |
| Dansa d'agost    | La Perla 29                                                          | Guanyador |
| Hamlet           | Teatre Lliure                                                        | Nominat   |
| Maria Estuard    | Teatre Lliure                                                        | Nominat   |
| Marits i mullers | Heartbreak Hotel/Teatro de La Abadía/Trànsit Projectes/La Villarroel | Nominat   |
| Només són dones  | FEI                                                                  | Nominat   |
| El público       | Teatre Nacional de Catalunya/Teatro de la Abadía                     | Nominat   |

### Premi Butaca al millor musical
| Obra                        | Productora                   | Resultat  |
| --------------------------- | ---------------------------- | --------- |
| Molt soroll per no res      | Teatre Nacional de Catalunya | Guanyador |
| 73 raons per deixar-te      | Grup Focus/Bitó Produccions  | Nominat   |
| Oh My God Barcelona!        | Associació Artdevellut       | Nominat   |
| Shaking Shakespeare         | Marina Marcos                | Nominat   |
| Sugar, ningú no és perfecte | Som-hi Films                 | Nominat   |

### Premi Butaca al millor espectacle de dansa
| Obra             | Productora                                           | Resultat  |
| ---------------- | ---------------------------------------------------- | --------- |
| Vorònia          | La Veronal                                           | Guanyador |
| El cinquè hivern | Mal Pelo                                             | Nominat   |
| In Somni         | Kulbik Dance Company/Cobla Sant Jordi/Dj Mario Nieto | Nominat   |
| Sinestesia       | Iron Skulls Company                                  | Nominat   |

### Premi Butaca al millor espectacle de petit format
| Obra                 | Productora              | Resultat  |
| -------------------- | ----------------------- | --------- |
| Dona no reeducable   | Teatre Lliure           | Guanyador |
| Broken Heart Story   | Cia. La Peleona         | Nominat   |
| hISTÒRIA             | Sixto Paz Produccions   | Nominat   |
| Psicosi de les 4.48  | The Three Keatons       | Nominat   |
| Ragazzo              | Cia. Teatre Tot Terreny | Nominat   |
| Watching Peeping Tom | Indi Gest               | Nominat   |

### Premi Butaca a la millor espectacle per a públic familiar
| Obra    | Productora                          | Resultat  |
| ------- | ----------------------------------- | --------- |
| Trípula | Farrés Brothers i Cia               | Guanyador |
| Ozom    | Grup Focus/Trasgo Producciones      | Nominat   |
| Patatu  | Festival Grec’ 14/Únics Produccions | Nominat   |

### Premi Butaca a altres disciplines
| Obra                                               | Productora                                  | Resultat  |
| -------------------------------------------------- | ------------------------------------------- | --------- |
| Cosas que se olvidan fácilmente                    | Xavier Bobés/Festival TNT                   | Guanyador |
| Most of All, You’ve Got to Hide It from the Chicks | Antic Teatre/FiraTàrrega                    | Nominat   |
| Patetisme il·lustrat                               | Teatre Nacional de Catalunya/Temporada Alta | Nominat   |

### Premi Butaca a la millor direcció
| Director/a      | Obra                   | Resultat   |
| --------------- | ---------------------- | ---------- |
| Carme Portaceli | Només són dones        | Guanyadora |
| Xavier Albertí  | El professor Bernhardi | Nominat    |
| Lluís Pasqual   | A teatro con Eduardo   | Nominat    |
| Àlex Rigola     | El público             | Nominat    |
| Pau Roca        | hISTÒRIA               | Nominat    |
| Ferran Utzet    | Dansa d'agost          | Nominat    |

### Premi Butaca a la millor actriu
| Actriu        | Obra                        | Resultat   |
| ------------- | --------------------------- | ---------- |
| Clara Segura  | Conillet                    | Guanyadora |
| Anna Alarcón  | Psicosi de les 4.48         | Nominada   |
| Mercè Arànega | Neus Català, un cel de plom | Nominada   |
| Sílvia Bel    | Maria Estuard               | Nominada   |
| Míriam Iscla  | Dona no reeducable          | Nominada   |

### Premi Butaca al millor actor
| Actor         | Obra                      | Resultat  |
| ------------- | ------------------------- | --------- |
| Pol López     | Hamlet                    | Guanyador |
| Andreu Benito | Marits i mullers          | Nominat   |
| Oriol Genís   | Vespres de la Beata Verge | Nominat   |
| Lluís Homar   | El professor Bernhardi    | Nominat   |
| Ramon Madaula | A teatro con Eduardo      | Nominat   |

### Premi Butaca a la millor actriu de musical
| Actriu           | Obra                        | Resultat   |
| ---------------- | --------------------------- | ---------- |
| Mercè Martínez   | 73 raons per deixar-te      | Guanyadora |
| Mariona Castillo | Limbo                       | Nominada   |
| Bealia Guerra    | Sugar, ningú no és perfecte | Nominada   |
| Mone             | 73 raons per deixar-te      | Nominada   |

### Premi Butaca al millor actor de musical
| Actor           | Obra                        | Resultat  |
| --------------- | --------------------------- | --------- |
| David Verdaguer | Molt soroll per no res      | Guanyador |
| Xavi Duch       | Sugar, ningú no és perfecte | Nominat   |
| Ivan Labanda    | Sugar, ningú no és perfecte | Nominat   |
| Marc Pujol      | 73 raons per deixar-te      | Nominat   |

### Premi Butaca a la millor actriu de repartiment
| Actriu          | Obra                 | Resultat   |
| --------------- | -------------------- | ---------- |
| Mònica López    | Dansa d'agost        | Guanyadora |
| Imma Colomer    | Qui bones obres farà | Nominada   |
| Sandra Monclús  | Marits i mullers     | Nominada   |
| Francesca Piñón | A teatro con Eduardo | Nominada   |
| Mar Ulldemolins | Marits i mullers     | Nominada   |

### Premi Butaca al millor actor de repartiment
| Actor            | Obra                        | Resultat  |
| ---------------- | --------------------------- | --------- |
| Lluís Villanueva | Caïm i Abel                 | Guanyador |
| Marcel Borràs    | Panorama des del pont       | Nominat   |
| Jordi Martínez   | Panorama des del pont       | Nominat   |
| Xavier Ripoll    | Huis clos - A porta tancada | Nominat   |
| Manel Sans       | Don Juan                    | Nominat   |

### Premi Butaca a la millor escenografia
| Finalistes                        | Obra                   | Resultat   |
| --------------------------------- | ---------------------- | ---------- |
| Sebastià Brosa i Elisenda Pérez   | Dansa d'agost          | Guanyadors |
| Lluc Castells i José Novoa        | El professor Bernhardi | Nominats   |
| Max Glaenzel                      | El público             | Nominat    |
| Lluís Pasqual i Alejandro Andújar | A teatro con Eduardo   | Nominats   |

### Premi Butaca a la millor il·luminació
| Finalistes       | Obra                 | Resultat  |
| ---------------- | -------------------- | --------- |
| Guillem Gelabert | Dansa d'agost        | Guanyador |
| Mingo Albir      | Don Juan             | Nominat   |
| Xavier Clot      | A teatro con Eduardo | Nominat   |
| Carlos Marquerie | El público           | Nominat   |

### Premi Butaca al millor vestuari
| Finalistes        | Obra                   | Resultat   |
| ----------------- | ---------------------- | ---------- |
| Míriam Compte     | Molt soroll per no res | Guanyadora |
| Alejandro Andújar | A teatro con Eduardo   | Nominat    |
| María Araujo      | L'avar                 | Nominada   |
| Mercè Paloma      | Maria Estuard          | Nominada   |

### Premi Butaca a la millor caracterització
| Finalistes                     | Obra                   | Resultat   |
| ------------------------------ | ---------------------- | ---------- |
| Àngels Palomar-Marqués         | L'avar                 | Guanyadora |
| Toni Santos                    | Maria Estuard          | Nominat    |
| Àngels Salinas i Txus González | Molt soroll per no res | Nominats   |
| Eva Fernández                  | A teatro con Eduardo   | Nominada   |

### Premi Butaca al millor text teatral
| Obra                                | Autor/a                   | Resultat  |
| ----------------------------------- | ------------------------- | --------- |
| Vilafranca, un dinar de festa major | Jordi Casanovas           | Guanyador |
| Neus Català, un cel de plom         | Josep Maria Miró Coromina | Nominat   |
| El test                             | Jordi Vallejo             | Nominat   |
| hISTÒRIA                            | Jan Vilanova              | Nominat   |

### Premi Butaca a la millor composició teatral
| Finalistes       | Obra                   | Resultat  |
| ---------------- | ---------------------- | --------- |
| Jordi Cornudella | 73 raons per deixar-te | Guanyador |
| Salvador Brotons | Sang i fetge           | Nominat   |
| Maika Makovski   | Només són dones        | Nominada  |
| Clara Peya       | Homes foscos           | Nominada  |

### Premi Butaca al millor espai sonor
| Finalistes                  | Obra                   | Resultat  |
| --------------------------- | ---------------------- | --------- |
| Roc Mateu                   | Molt soroll per no res | Guanyador |
| Damien Bazin i Roger Àbalos | Els cors purs          | Nominats  |
| Lucas Ariel Vallejo         | Don Juan               | Nominat   |
| Nao Albet                   | El público             | Nominat   |

### Butaca Honorífica-Anna Lizaran
- Manolo Trullàs